# پتاشکی
پتاشکی (به لهستانی:  Ptaszki) یک روستا در لهستان است که در گمینا مورده واقع شده‌است.